# 哈通查霍山
13°53′49″S 71°24′30″W / 13.89694°S 71.40833°W
哈通查霍山（Hatun Ch'aqu），是秘魯的山峰，處於查霍山西南面、蒂克亞哈薩山西北面和圖克托山以北，屬於安第斯山脈的一部分，海拔高度5,000米。